# Pro hac vice
Pro hac vice latinski je izraz koji se u pravu prevodi kao "za ovu prigodu" ili "za ovaj slučaj".
Izraz se također koristi u Katoličkoj Crkvi (npr. kada se na mjesto naslovne biskupije postavi nadbiskup).

## Poveznice
- Pro illa vice